# Hendrik von Paepcke
Hendrik Raimar Edler von Paepcke (* 15. Dezember 1974 in Bredeneek) ist ein deutscher Vielseitigkeitsreiter und Unternehmer.

## Leben
Hendrik von Paepcke entstammt dem ursprünglich mecklenburgischen Adelsgeschlecht von Paepcke auf Lütgenhof, das seit Flucht und Enteignung 1945 auf Bredeneek ansässig ist. Seine Eltern sind Christa von Bandemer und Eckhard von Paepcke-Bredeneek. Sein Studium der Betriebswirtschaft schloss er als Diplom-Kaufmann ab.
Hendrik war Teil der deutschen Mannschaft bei den Olympischen Sommerspielen 1996 in Atlanta. Mit seinem Pferd Amadeus startete er im Vielseitigkeitsreiten und kam im Einzelwettbewerb auf Platz 7.
2014 erreichte er mit C´est la vie das Finale beim Bundeschampionat.
Heute ist von Paepcke zusammen mit seiner Frau Karen Betreiber des Reitstalls Hof Bredeneek sowie seit 2007 Geschäftsführer der Hamburger APOprojekt GmbH.